# ON AND ON (Every Little Thingの曲)
『ON AND ON』（オン・アンド・オン）は、Every Little Thingの44枚目のシングル。2013年2月20日にavex traxからCDが発売された。

## 解説
ソロでの活動が中心となった2012年をはさんで、2011年12月リリースの前作『Landscape』から1年2か月ぶりとなる新作。CDシングルは2013年1月26日から行われているライブツアー「Every Little Thing Concert Tour 2013 -ON AND ON-」の期間中にリリースされた。
シングルとしての発売前に2013年1月18日から順次配信が開始されている。
タイトル曲「ON AND ON」は、カタログ販売大手・ニッセンの春季コマーシャルソングに起用された。伊藤一朗は、「カタログのページをめくる時のわくわく感を、この曲を聴いて感じてもらえれば嬉しいです」と話している。
CDのみ、CD+DVDの2形態で発売。

## 収録曲

### CD
1. ON AND ON[4:15]
作詞:Kaori Mochida/作曲:HIKARI/編曲:HIKARI/Every Little Thing
ニッセン 春のCMソング
2. ON AND ON 〜Jazztronik Remix〜[4:49]
リミキサー: Ryota Nozaki
3. ON AND ON (Instrumental)[4:12]

### DVD（初回生産限定盤のみ）
1. ON AND ON (Music Video)

## 楽曲の収録アルバム
ON AND ON
- 『FUN-FARE』
- 『Every Cheering Songs』
- 『Every Best Single 2 ～MORE COMPLETE～』
- 『Every Best Single 2 〜laTe period〜』